# Antosia
Аntosia (ukr. Aнтося) – wieś na Ukrainie, w obwodzie lwowskim, w rejonie złoczowskim, w hromadzie Brody.
W latach 1940-2020 miejscowość należała do rejonu brodzkiego.